# 蘭士地路街
蘭士地路街是澳洲墨爾本的一條主要街道。

## 位置
蘭士地路街位於澳洲維多利亞省墨爾本的中心地帶，大致以東西向橫越霍德尔路网 ，在東端及西端分別與東到春街（Spring Street）與史賓賽街（Spencer Street）交錯，街區內混雜著法院、餐館、小商店、公寓、兩間教堂以及其他建築物；墨爾本地方法院位於倫斯敦與威廉街（William Street）交叉口，包括維多利亞最高法院、郡級法院均位於此區。
蘭士地路街屬於墨尔本唐人街，也是澳洲最早形成的唐人街。在蘭士地路街與史旺斯頓街的交叉口處，為「維多利亞社區」（QV village），是一個與街廓融為一體的開發計畫，包含居住區、小型零售站、辦公區以及迈尔購物中心。

## 教堂
位於蘭士地路街與伊莉莎白街（Elizabeth Street.）交叉處的天主教圣方济各堂（St. Francis Church），屬於羅馬哥德式風格，名列維多利亞遺產清單(Victoria Heritage Register)中。澳大利亚联合教会的卫斯理堂（Wesley Church）則位於蘭士地路街延伸的羅素街（Russell Street.）與益士比臣街（Exhibition Street）。

## 交通

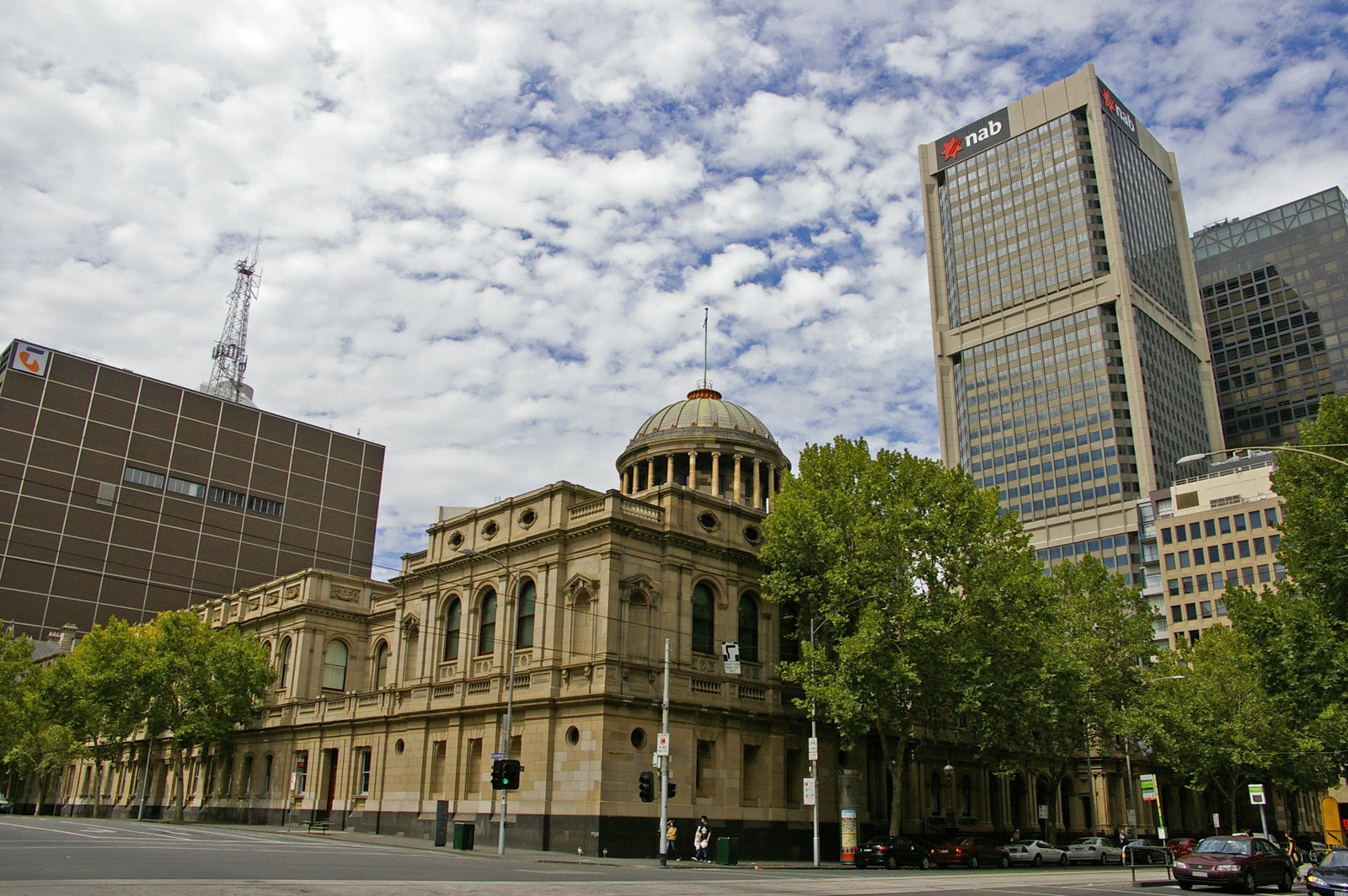
維多利亞最高法院，位於蘭士地路街

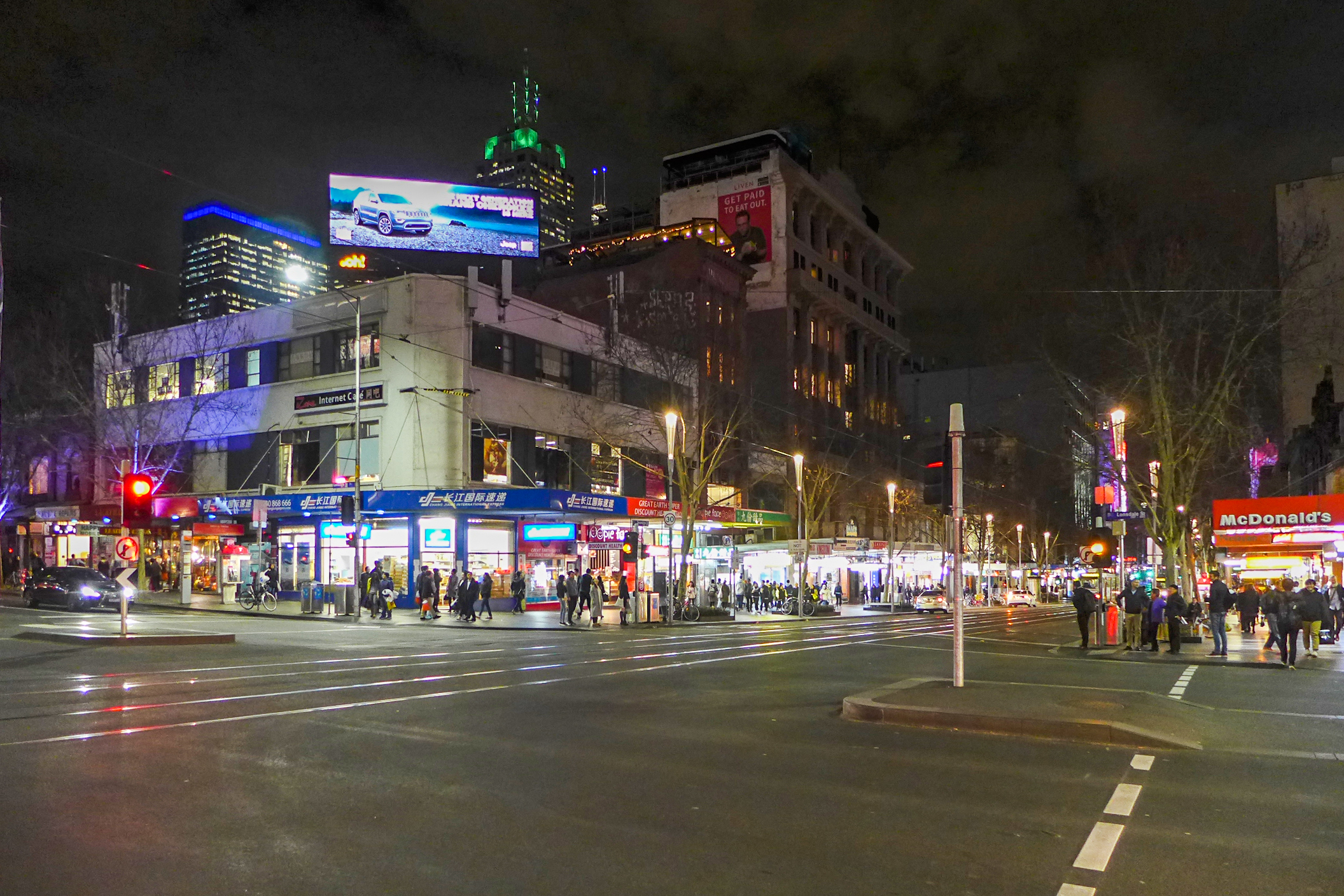
蘭士地路街與斯旺斯頓街交界

主要的巴士路線行經蘭士地路街，連接通往東郊的東區高速公路（Eastern Freeway）；與蘭士地路街平行的，是頗具歷史意義的小蘭士地路街（Little Lonsdale Street）。

## 外部連結
- 現在與未來的倫斯頓街景